# Diego de Torres Villarroel

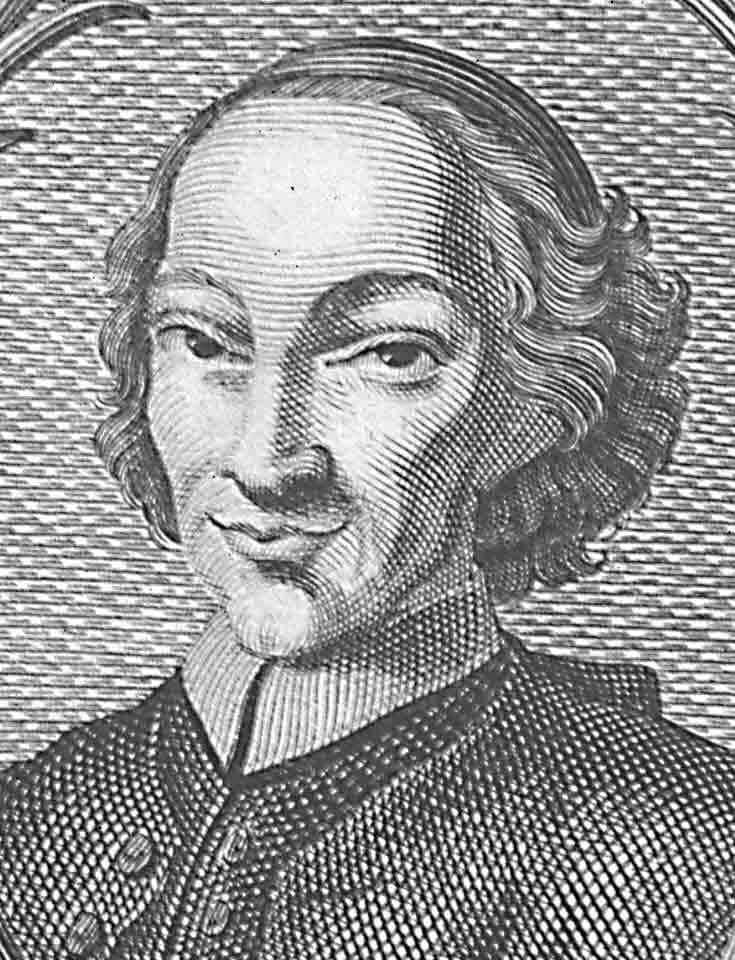
Diego de Torres Villarroel.

Diego de Torres Villarroel, född 1694 i Salamanca, död där 19 juni 1770, var en spansk skald och encyklopedist.
Torres, som var professor i matematik vid universitetet i Salamanca, utgav under pseudonymen Gran piscátor de Salamanca en följd Pronosticos eller Almanaques. Hans självbiografi är en sannskyldig roman, utgörande 15:e bandet av hans samlade arbeten, vilka för övrigt innehåller komedin El hospital en que cura amor de amor la locura samt entremeses och sainetes, som uppfördes under stort bifall. Lyriska dikter finns i  Manuel Rivadeneyras Biblioteca de autores españoles, band 61. Torres är intagen i Catálogo de autoridades de la lengua, utgiven av Real Academia Española.